# توقيت جزر العذراء الأمريكية

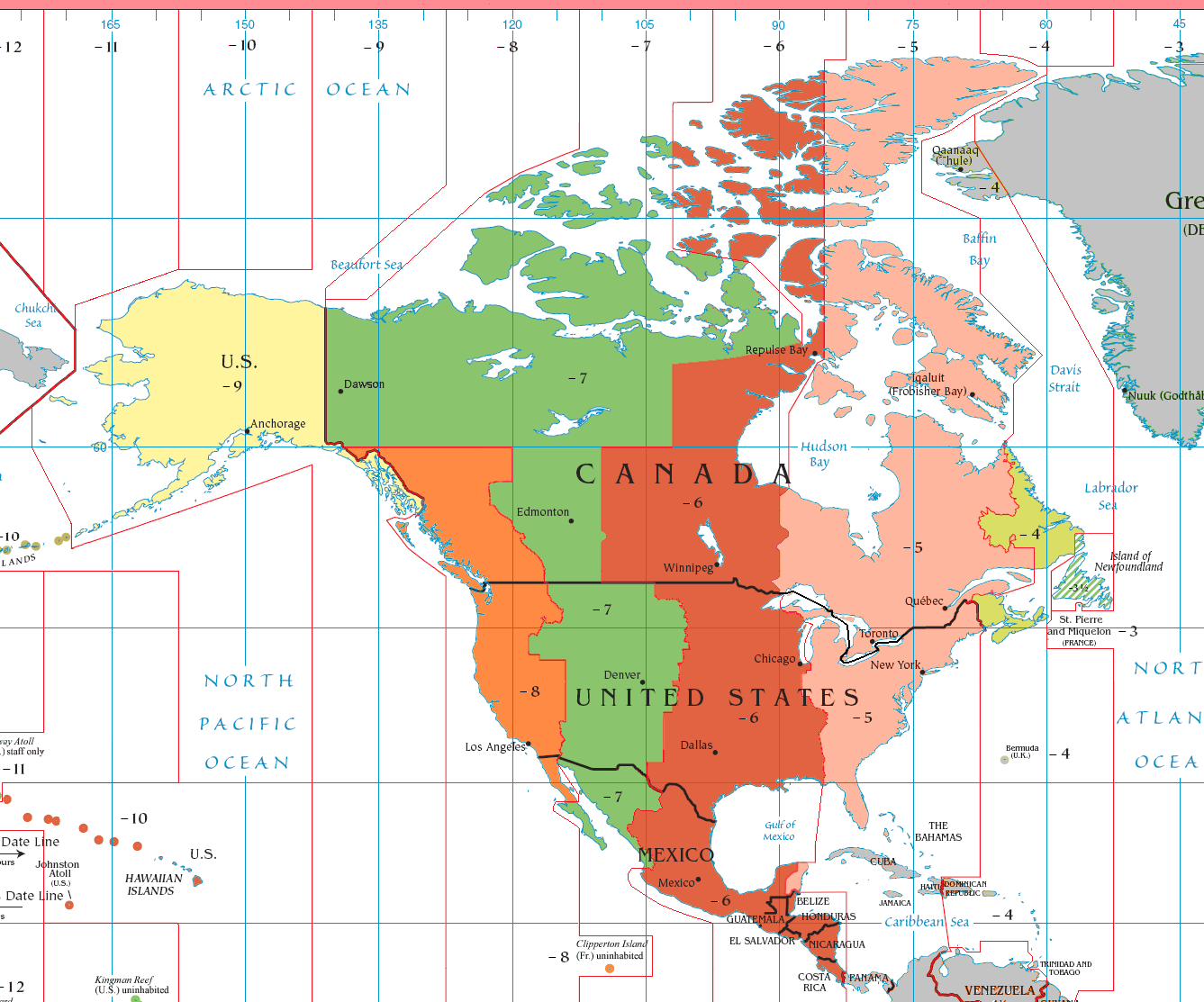

تستخدم جزر العذراء الأمريكية المنطقة الزمنية الأطلسية بدون توقيت صيفي, نظراً لمدى قربها من خط الاستواء. هذا النوقيت يستخدم أيضاً في بورتوريكو.